# 大塚祥平
大塚 祥平（おおつか しょうへい、1994年8月13日 - ）は、大分県大分市出身の陸上競技選手。専門は長距離走・マラソン。大分東明高校、駒澤大学卒業。九電工陸上競技部所属。

## 経歴

### 大学時代まで
- 中学時代から全日本中学校陸上競技選手権大会に出場するなど全国トップレベルで活躍。
- 高校時代には5000mで14分06秒91を記録。2年時の第62回全国高校駅伝では1区区間7位。3年時の第63回全国高校駅伝では3区区間4位（日本人1位）。13人抜きで17位から4位にチームを押し上げた（総合成績は11位）[2]。
- 高校卒業後は駒澤大学に進学した。1年時の出雲駅伝、全日本大学駅伝でメンバー入りを果たすと、第90回箱根駅伝8区で大学駅伝デビュー。区間6位と健闘したが先頭の東洋大学・高久龍には引き離され、チームは総合2位で大学駅伝三冠にあと一歩届かなかった。
- 2年次の第91回箱根駅伝では再び8区を担当し、区間2位の快走を見せた。
- 3年次の関東インカレでは2部ハーフマラソンで5位入賞。第27回出雲駅伝では6区、第47回全日本大学駅伝では8区とともに最長区間を担当。全日本では留学生2人に次ぐ区間3位でチームの3位入賞に貢献[3] する。迎えた第92回箱根駅伝では5区を担当。区間4位と好走しチームの往路3位に貢献した。
- 4年次の関東インカレ2部ハーフマラソンでは4位に入り、2年連続の入賞。出雲駅伝・全日本大学駅伝ともに最長区間を担当。全日本では区間3位と好走したが、山梨学院大学のドミニク・ニャイロに逆転を許し4位でフィニッシュ[4]。第93回箱根駅伝では再び5区を担当。駒大は4区のエース・中谷圭佑のブレーキもあり大塚にタスキが渡った時点で9位という状況だったが、4人抜きの快走で5位まで巻き返してフィニッシュ。学生駅伝では自身初となる区間賞を獲得した。駒大の5区区間賞は第67回大会以来26年ぶりである。駒大は復路11位と振るわなかったものの、大塚の作った貯金もあり総合9位でシード権を確保した[5]。
- 2017年3月の第72回びわ湖毎日マラソン（世界陸上ロンドン大会選考レース）で初マラソンに挑戦。2時間15分10秒の17位だった。

### 実業団時代
- 大学卒業後は九電工陸上競技部に所属。ニューイヤー駅伝では初年度から4年連続で最長区間の4区を務めるなどエースとしてチームを牽引する。
- 2度目のマラソンとなる2018年2月の第67回別府大分毎日マラソン（MGCシリーズ第3弾・2020年東京オリンピック選考会）では、2時間10分12秒で3位（日本人2位）の快走。しかし日本人1位の園田隼（黒崎播磨）には38秒差で届かず、マラソングランドチャンピオンシップ（MGC）出場権獲得を逃した。
- 3度目のマラソンとなる2018年8月の北海道マラソン（MGCシリーズ第6弾）では、2時間12分07秒で4位（日本人3位）。MGCの派遣記録（日本人6位・2時間13分以内） を突破し、MGC出場権を獲得した。
- 2019年3月の東京マラソン2019では2時間12分36秒の11位に留まった。
- 2019年9月のマラソングランドチャンピオンシップでは、スタート直後で飛び出した設楽悠太には反応せず第2集団で待機。集団から脱落することなく37.3Kmで設楽を逆転し、集団が6人に絞り込まれる最終盤まで優勝争いに加わる。しかし39.1Kmからの橋本崚のスパートに対応できず脱落、40kmで橋本は抜き返したものの中村匠吾・服部勇馬・大迫傑の3人には追いつけず、2時間11分58秒の4位。代表内定とはならなかった[6]。
- 雨中の開催となった2020年3月の第75回びわ湖毎日マラソン（MGCファイナルチャレンジ第3弾）では、中間点を過ぎて先頭集団からズルズルと後退しスローダウン。2時間15分台の30位に終わる。これで代表選考レースはすべて終了し、大塚はMGC4位の成績により補欠として選出されることとなった[7][8]。
- 2020年12月の第74回福岡国際マラソンでは序盤に転倒するアクシデント。しかし左膝から流血しながらも終盤に追い上げ、自己記録を大きく更新する2時間07分38秒で2位に入った[9]。
- 2021年12月の第75回福岡国際マラソンでは28kmで先頭集団から引き離されるも、粘りの走りを見せ2時間08分33秒で4位に入り、2023年のマラソングランドチャンピオンシップ（2024年パリオリンピック選考会）への出場権を獲得した。
- 2023年2月の大阪マラソン2023では自己新記録となる2時間06分57秒で8位。

## 駅伝戦績
| 学年               | 出雲駅伝                    | 全日本大学駅伝              | 箱根駅伝                         | 出典 |
| ------------------ | --------------------------- | --------------------------- | -------------------------------- | ---- |
| 1年生 （2013年度） | 第25回 － － － 出走なし    | 第45回 － － － 出走なし    | 第90回 8区-区間6位 1時間06分21秒 |      |
| 2年生 （2014年度） | 第26回 － － － 大会中止    | 第46回 － － － 出走なし    | 第91回 8区-区間2位 1時間05分45秒 |      |
| 3年生 （2015年度） | 第27回 6区-区間4位 29分57秒 | 第47回 8区-区間3位 58分39秒 | 第92回 5区-区間4位 1時間20分38秒 |      |
| 4年生 （2016年度） | 第28回 6区-区間4位 30分14秒 | 第48回 8区-区間3位 58分03秒 | 第93回 5区-区間賞 1時間12分46秒  |      |

## マラソン全成績
| 年月日        | 大会                               | 順位 | 記録          | 備考                                                           |
| ------------- | ---------------------------------- | ---- | ------------- | -------------------------------------------------------------- |
| 2017年3月5日  | びわ湖毎日マラソン                 | 17位 | 2時間15分10秒 | 初マラソン、世界陸上ロンドン大会選考レース                     |
| 2018年2月4日  | 別府大分毎日マラソン               | 3位  | 2時間10分12秒 | 自己記録更新・MGCシリーズ第3弾（2020年東京オリンピック選考会） |
| 2018年8月26日 | 北海道マラソン                     | 4位  | 2時間12分07秒 | MGCシリーズ第6弾・MGC出場権獲得                                |
| 2019年3月10日 | 東京マラソン2019                   | 11位 | 2時間12分36秒 | MGCシリーズ第9弾                                               |
| 2019年9月15日 | マラソングランドチャンピオンシップ | 4位  | 2時間11分58秒 | 2020年東京五輪男子マラソン・日本代表選考レース                 |
| 2020年3月8日  | びわ湖毎日マラソン                 | 30位 | 2時間15分36秒 | MGCファイナルチャレンジ第3弾                                   |
| 2020年12月6日 | 福岡国際マラソン                   | 2位  | 2時間07分38秒 | 自己記録更新                                                   |
| 2021年12月5日 | 福岡国際マラソン                   | 4位  | 2時間08分33秒 | MGC出場権獲得（2024年パリオリンピック選考会）                  |
| 2023年2月26日 | 大阪マラソン                       | 8位  | 2時間06分57秒 | 自己記録更新                                                   |

## 自己ベスト
| 種目           | 記録          | 年            | 大会                         | 出典 |
| -------------- | ------------- | ------------- | ---------------------------- | ---- |
| 5000m          | 13分48秒68    | 2024年5月4日  | ゴールデンゲームズinのべおか |      |
| 10000m         | 28分25秒42    | 2019年4月20日 | アシックスチャレンジ         |      |
| ハーフマラソン | 1時間01分09秒 | 2020年2月2日  | 香川丸亀国際ハーフマラソン   |      |
| 30 km          | 1時間31分29秒 | 2015年2月15日 | 熊日30キロロードレース       |      |
| マラソン       | 2時間06分57秒 | 2023年2月27日 | 大阪マラソン                 |      |